# Operacja debreczyńska
Operacja debreczyńska (znana także jako operacja użhorodzka) – operacja zaczepna Armii Czerwonej, przeprowadzona na froncie wschodnim w dniach 6–29 października 1944 roku siłami 2 Frontu Ukraińskiego, we współpracy z 4 Frontem Ukraińskim. Operacja była częścią większej operacji wschodniokarpackiej.
Celem było przejście Karpat, przedostanie się na Nizinę Węgierską, rozbicie niemieckiego wschodniokarpackiego zgrupowania wojsk (Grupy Armii Południe i trzech dywizji Grupy Armii F). Zadanie zostało zrealizowane, linia frontu została przesunięta w kierunku południowym i zachodnim na odległość od 130 do 275 km, osiągając linię rzeki Cisa koło miasta Szolnok.

## Tło sytuacyjne
Po klęsce wojsk niemieckich w rejonie Jassy i Kiszyniowa wojska 2 Frontu Ukraińskiego marsz. Rodiona Malinowskiego składające się z 7 Gwardyjskiej Armii, 27, 40, 46 i 53 Armii ogólnowojskowych, 6 Gwardyjskiej Armii Pancernej, 5 Armii Lotniczej, dwóch grup konno-zmechanizowanych, a także 1 i 4 Armii rumuńskiej, kontynuując ofensywę, pod koniec września i na początku października 1944 r. weszły swoim lewym skrzydłem na terytorium Jugosławii i przekroczyły granicę rumuńsko-węgierską. Całkowita długość ich łukowatego i krętego frontu osiągnęła 800 km. 2 Frontowi Ukraińskiemu przeciwstawiła się Grupa Armii Południe gen. Johannesa Frießnera, która obejmowała 8 i 6 Armię niemiecką i 2 oraz 3 Armię węgierską, a także trzy dywizje Grupy Armii F.
Oddziały frontu otrzymały zadanie pokonania wroga w rejonie Klużu, Oradei i Debreczyna oraz rozwinięcia ofensywy na północy w kierunku Nyíregyházy i Czopu, aby pomóc 4 Frontowi Ukraińskiemu w pokonaniu wschodniokarpackiego zgrupowania nieprzyjaciela i opanowaniu rejonu Użhorodu oraz Mukaczewa.
Zgodnie z planem operacji, główny cios miał zostać zadany w środku przez siły 53 Armii, 6 Gwardyjskiej Armii Pancernej i grup konno-zmechanizowanych gen. Issy Plijewa oraz 1 Armii rumuńskiej z obszaru na południe od Oradei i na północny zachód od Aradu w kierunku Debreczyna.
Oddziały prawego skrzydła frontu – 40 Armia i 7 Gwardyjska Armia – miały posuwać się w kierunku Surduc w ogólnym kierunku; 27 Armii wraz z 4 Armią rumuńską nakazano przejęcie obszaru Klużu, a grupie konno-zmechanizowanej gen. Siergieja Gorszkowa przejść do Satu Mare i Carei, aby wyzwolić te miasta. Ofensywa głównych sił frontu od południa została zapewniona przez 46 Armię, która otrzymała zadanie oczyszczenia wroga z terytorium Jugosławii na wschód od rzeki Cisa i zdobycia przyczółków na prawym brzegu w pobliżu miast Segedyn, Sent i Vechey.
Z powietrza działania wojsk lądowych były wspierane przez samoloty 5 Armii Lotniczej, pod której podległością operacyjną znajdował się również rumuński 1 Korpus Lotniczy.
Na początku ofensywy wojska radzieckie miały przewagę nad wrogiem: w ludziach – 3:1, w działach – 1,8:1, w moździerzach – 4:1, w czołgach – 3:1, w działach samobieżnych – 1,3:1 oraz w samolotach – 3:1.

## Przebieg operacji
Ofensywa rozpoczęła się 6 października 1944 r. od krótkiego, ale potężnego przygotowania artyleryjskiego i uderzenia lotnictwa. 53 Armia i grupa kanno-zmotoryzowana gen. Plijewa już pierwszego dnia przedarły się przez główną linię obrony przeciwnika i pod koniec trzeciego dnia natarcia wdarły się na odległość do 100 km na północ. Akcje 6 Gwardyjskiej Armii Pancernej, wzmocnionej przez korpusy strzeleckie, odniosły mniejszy sukces. Nie udało jej się natychmiast przejąć kontroli nad Oradeą. Aby jej pomóc, przeniesiono główne siły grupy gen. Plijewa, który uderzył na Oradeę z północnego zachodu. W wyniku tego manewru 12 października miasto zostało zdobyte. W tym czasie wojska 2 Frontu Ukraińskiego pokonały wroga w kierunkach na Debreczyn i Segedyn, oczyściły węgierski lewy brzeg Cisy na południe od Debreczyna, zajęły miasto Segedyn i zdobyły Kluż na prawym skrzydle. Poruszając się w kierunku Satu Mare i Czopu, przyczyniły się do przyspieszenia postępu wojsk 4 Frontu Ukraińskiego w Karpatach.
Lotnictwo bardzo pomogło siłom uderzeniowym. Rozwijając ofensywę, oddziały 2 Frontu Ukraińskiego zdobyły Debreczyn 20 października. 22 października, grupa gen. Plijewa, do której przeniesiono formacje z grupy gen. Gorszkowa, opanowała miasto Nyíregyháza, a jej wysunięte oddziały wyszły na rzekę Cisa, przecinając trasę odwrotu klużsko-segedyńskiego zgrupowania przeciwnika (1 i 2 Armia węgierska oraz 8 Armia niemiecka). Aby uniknąć okrążenia, siły Osi przeprowadziły kontratak na flance radzieckiej grupy konno-zmechanizowanej siłami trzech armii oraz jednego korpusu pancernego i odciął ją na południe od Nyíregyházy. Po ciężkich pięciodniowych walkach wojska radzieckie opuściły Nyíregyházę 27 października i połączyły się z głównymi siłami frontu. Pod koniec października wojska 2 Frontu Ukraińskiego objęły wroga prawym skrzydłem w rejonie Nyíregyházy, a pośrodku dotarły do rzeki Cisa i przejęły przyczółek na prawym brzegu, podczas gdy armie lewego skrzydła posuwały się naprzód w międzyrzeczu Cisy i Dunaju w stronę Budapesztu.
28 października 2 Frontowi Ukraińskiemu powierzono zadanie przygotowania operacji budapesztańskiej. Podczas 23-dniowej ofensywy wojska frontu zadały ciężką klęskę niemieckiej Grupie Armii Południe, pokonując 230–275 km na prawym skrzydle, 130–150 km pośrodku i na lewym skrzydle oraz stworzyły dogodne warunki do pokonania wroga w stolicy Węgier.

## Wyniki operacji
W wyniku operacji wojska 2 Frontu Ukraińskiego pokonały Grupę Armii Południe, uczyniły postępy na różnych odcinkach frontu na odległość od 130 do 275 km, zdobywając przyczółek operacyjny za rzeką Cisa na południe od miasta Szolnok.
Według danych radzieckich od 6 października do 6 listopada zginęło 100 000 żołnierzy niemieckich i węgierskich, do niewoli dostało się 42 160 jeńców, 1038 czołgów i dział samobieżnych zostało zniszczonych lub zdobytych przez Armię Czerwoną, ponadto zniszczono lub przejęto 802 samoloty.
Najważniejszym rezultatem operacji debreczyńskiej było wyzwolenie od niemieckich okupantów prawie całego lewego brzegu Cisy (29% terytorium i około 25% ludności Węgier) i Północnej Transylwanii. Wyjście wojsk radzieckich na Nizinę Panońską i zdobycie Debreczyna miały ogromny wpływ na sytuację polityczną na Węgrzech, przyspieszając rozpad ich sojuszu z Niemcami. Cechą charakterystyczną operacji debreczyńskiej było to, że w jej trakcie można było zorganizować i z powodzeniem przeprowadzić interakcję operacyjno-strategiczną dwóch frontów.
Dla wyróżnienia zasług i heroizmu personelu wojskowego podczas operacji debreczyńskiej 24 radzieckie jednostki i formacje otrzymały nazwy Debreczyn, 13 – Segedyn, 10 – Kluż. Następnie w Debreczynie odbyła się pierwsza sesja Tymczasowego Zgromadzenia Narodowego, która położyła podwaliny pod utworzenie centralnych organów nowych, „demokratycznych” Węgier.